# 英彦山庭園群
英彦山庭園群（ひこさんていえんぐん）は、福岡県添田町にある英彦山中に存在する庭園群の総称である。

## 概要
英彦山神宮の僧坊に室町時代から江戸時代中期にかけて築造された庭園で、以下の7か所が国の名勝に指定されている。
- 旧亀石坊庭園
- 旧座主院御本坊庭園
- 旧座主院御下屋庭園
- 旧政所坊庭園
- 旧泉蔵坊庭園
- 旧顕揚坊庭園
- 英彦山神宮旅殿庭園

江戸時代まで英彦山には数多くの坊舎・庭園が存在したが、その多くは明治時代の廃仏毀釈により破壊されたといわれる。
1928年（昭和3年）2月7日に旧亀石坊庭園が名勝に指定されたが、2016年（平成28年）から2018年（平成30年）にかけて添田町教育委員会が調査を実施し、英彦山において60か所を超える庭園遺構が残っていることが明らかとなった。このうち6か所を2020年（令和2年）3月10日に追加指定している。
以前から名勝に指定されていた旧亀石坊庭園のほか、旧政所坊庭園と英彦山神宮旅殿庭園が見学可能である。